# Agrilus reichardti
Agrilus reichardti es una especie de insecto del género Agrilus, familia Buprestidae, orden Coleoptera.
Fue descrita científicamente por Obenberger, 1935.

## Distribución geográfica
China: Provincia de Sichuan,  Kiulung.

## Diagnóstico
4,7–7,4 mm; cuerpo delgado, subparalelo; edeago asimétrico.